# Klenová (Snina)
Klenová es un municipio del distrito de Snina en la región de Prešov, Eslovaquia, con una población estimada a final del año 2024 de 496 habitantes.
Se encuentra ubicado al este de la región, en el valle del río Cirocha (cuenca hidrográfica del río Tisza) y cerca de la frontera con Ucrania.

## Demografía
| Año        | 1994 | 2004    | 2014    | 2024    |
| ---------- | ---- | ------- | ------- | ------- |
| Población  | 515  | 533     | 530     | 496     |
| Diferencia |      | +3,49 % | −0,56 % | −6,41 % |

| Año        | 2023 | 2024    |
| ---------- | ---- | ------- |
| Población  | 499  | 496     |
| Diferencia |      | −0,60 % |